# 隆线拳蟹
隆线拳蟹（学名：Philyra carinata）为玉蟹科拳蟹属的动物。分布于朝鲜、日本、马来群岛以及中国大陆的广东、福建、山东、辽东湾等地，生活环境为海水，多栖息于低潮线间有石块的泥滩上。